# Ideocaira transversa
Ideocaira transversa là một loài nhện trong họ Araneidae.
Loài này thuộc chi Ideocaira. Ideocaira transversa được Eugène Simon miêu tả năm 1903.